# Nová Ves (Kamenice nad Lipou)
Nová Ves (německy Neudorf) je malá vesnice, část města Kamenice nad Lipou v okrese Pelhřimov. Nachází se asi 2,5 km na severozápad od Kamenice nad Lipou. V roce 2009 zde bylo evidováno 24 adres. V roce 2001 zde trvale žilo 27 obyvatel.
Nová Ves leží v katastrálním území Kamenice nad Lipou o výměře 20,71 km2.